# 16e régiment d'infanterie coloniale
Pour les articles homonymes, voir 16e régiment.
Le 16e régiment d'infanterie coloniale (16e RIC) est une unité de l'Armée française, affectée en Extrême-Orient de 1900 à 1946 puis recréée pendant la Guerre d'Algérie.

## Création et différentes dénominations
- 1er octobre 1900 : Création du 16e régiment d'infanterie de marine, par décision du 27 juin
- 1er janvier 1901 : Renommé 16e régiment d'infanterie coloniale
- 27 décembre 1939 : Devient bataillon mixte d'infanterie coloniale de Chine du Nord
- 1er janvier 1940 : recréé sous le nom de 16e régiment mixte d’infanterie coloniale en Indochine
- 9 mars 1945 : Disparait au combat
- 19 septembre 1945 : Création du bataillon de marche du 16e RIC en Indochine
- 16 août 1946 : Dissolution
- 1er juillet 1954[réf. souhaitée] : Recréation du 16e régiment d'infanterie coloniale
- 1er décembre 1958 : Devient 16e régiment d'infanterie de marine, à deux bataillons et un centre d'instruction
- 31 mars 1964 : dissolution du 2e bataillon
- 1er avril 1964 : le 1er bataillon devient 16e bataillon d'infanterie de marine
- 1er juillet 1964 : le centre d'instruction devient 1re compagnie du 16e régiment d'infanterie de marine à Angoulême
- 31 août 1966 : Dissolution

## Chefs de corps
- du 21 août 1900 au 27 septembre 1900 (durant la révolte des Boxers) : colonel Charles de Pélacot
- en 1942 : lieutenant-colonel Bachetta[1],[2]
- 1945 - 1946 : commandant Lepage
- en 1956 : colonel Chaigneau
- du 1er octobre 1959 au 4 août 1962 : lieutenant-colonel Christian Milhé de Saint Victor[3]
- vers 1961: colonel Romain-Desfossés

## Historique

### En Chine

#### Révolte des Boxers (1900)
Le régiment est créé le 1er ou le 15 octobre 1900, par décision du 27 juin 1900, avec trois bataillons venus de Cochinchine et du Tonkin (Ier et IIe bataillons du 11e régiment d'infanterie de marine et IIe bataillon du 9e régiment d'infanterie de marine). Ces trois bataillons participent à bataille de Pékin les 14 et 15 août.
Le régiment est réorganisé en octobre avec :
- Un bataillon formé avec les hommes valides des trois bataillons débarqués en juin-juillet,
- Deux bataillons arrivant de France.

Avec le 17e RIC (colonel Lalubin), le 18e RIC (colonel Comte) et 3 batteries d'artillerie coloniale de 80, le 16e fait partie de la 1re brigade (général Frey) du corps expéditionnaire en Chine. Il participe aux opérations de répression contre les Boxers, qui durent jusqu'en mai 1901.

#### De 1901 à 1939

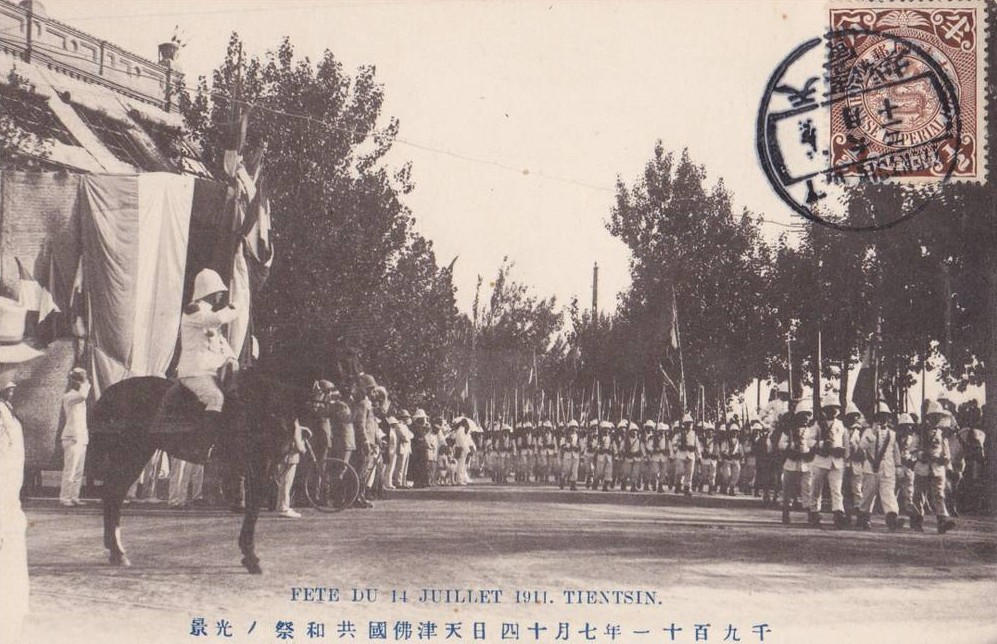
Défile du 16e RIC à Tien-Tsin le 14/7/1911.

Le régiment est renommé 16e régiment d'infanterie coloniale le 1er janvier 1901. Après la fin de l'insurrection au Petchili (actuel Hebei), il reste le seul régiment français en Chine, avec un bataillon à Shanghai.
Sa portion centrale s'installe en mai 1903 à l'Arsenal de l'Est, qui devient la principale garnison française en Chine du Nord. 
En 1918, deux de ses compagnies forment un élément du bataillon colonial sibérien qui lutte contre les Bolcheviks en Sibérie[réf. souhaitée].
Le 16e RIC fait partie du corps d'occupation de Chine. Le 27 décembre 1939, il est dissous, devenant le bataillon d'infanterie coloniale de Chine du Nord.

### En Indochine
Le régiment est recréé en Indochine française le 1er janvier 1940 sous le nom de 16e régiment mixte d'infanterie coloniale, formé à partir des 1er et 2e bataillons de marche de Chine. Il disparait au combat le 9 mars 1945, lors du coup de force japonais en Indochine. Le bataillon Lepage parvient à se replier en Chine.
Il est brièvement recréé entre le 16 septembre 1945 et le 16 août 1946, sous le nom de bataillon de marche du 16e régiment d'infanterie coloniale, à deux compagnies de montagnards Rhades et une compagnie d'infanterie, sous les ordres du commandant Lepage. Il participe à la reconquête du Tonkin évacué par les Japonais.

### Algérie et Charente
Le 16e RIC est reconstitué en 1954 en Allemagne pour entrer dans la composition de la 14e division d'infanterie. Il compte un état-major, une compagnie de commandement régimentaire et trois bataillons. Il forme l'infanterie d'un des trois groupes mobiles de la division (le Groupe Mobile 214). Il s'installe dans le sud tunisien dès l'été 1954, au mois d'août[réf. souhaitée]. Le 16e RIC rejoint ensuite l'Algérie avec la 14e DI fin 1955.
Réduit à deux bataillons (le 3e bataillon étant renommé 1er bataillon le 1er juin 1956), le 16e RIC (puis 16e RIMa) participe aux opérations de la guerre d'Algérie jusqu'en 1962. En parallèle, le centre d'instruction du 16e RIC est formé le 1er octobre 1956.
Au cessez-le-feu du 19 mars 1962 en Algérie, le 16e RIMa crée comme 91 autres régiments, les 114 unités de la Force Locale. Le 16e RIMa forme deux unités de la Force locale de l'ordre algérienne, la 421e UFL-UFO et la 422e UFL-UFO composé de 10 % de militaires métropolitains et de 90 % de militaires musulmans, qui pendant la période transitoire devaient être au service de l'exécutif provisoire algérien, jusqu'à l'indépendance de l'Algérie (accords d'Évian du 18 mars 1962).
Le 2e bataillon est dissous le 31 mars 1963. Le 1er bataillon du 16e RIMa devient 16e bataillon d'infanterie de marine le 1er avril 1964. Le centre d'instruction du 16e RIMa devient 1re compagnie du 16e RIMa le 1er juillet 1964. Cette compagnie, servant de compagnie subdivisionnaire de la Charente, est dissoute le 31 août 1966.
Les traditions du 16e RIC/16e RIMa sont reprises de 1978 à 1993 par le 16e bataillon de commandement et de services en Martinique.

## Traditions du16erégimentd'infanterie coloniale

### Insignes
Le régiment a porté deux insignes. Le premier, réalisé en 1936, montre un dragon bleu sur fond cloisonné. Le second, sorti en 1954, garde le symbole du dragon, entourant l'ancre de la Coloniale.

### Drapeau du régiment

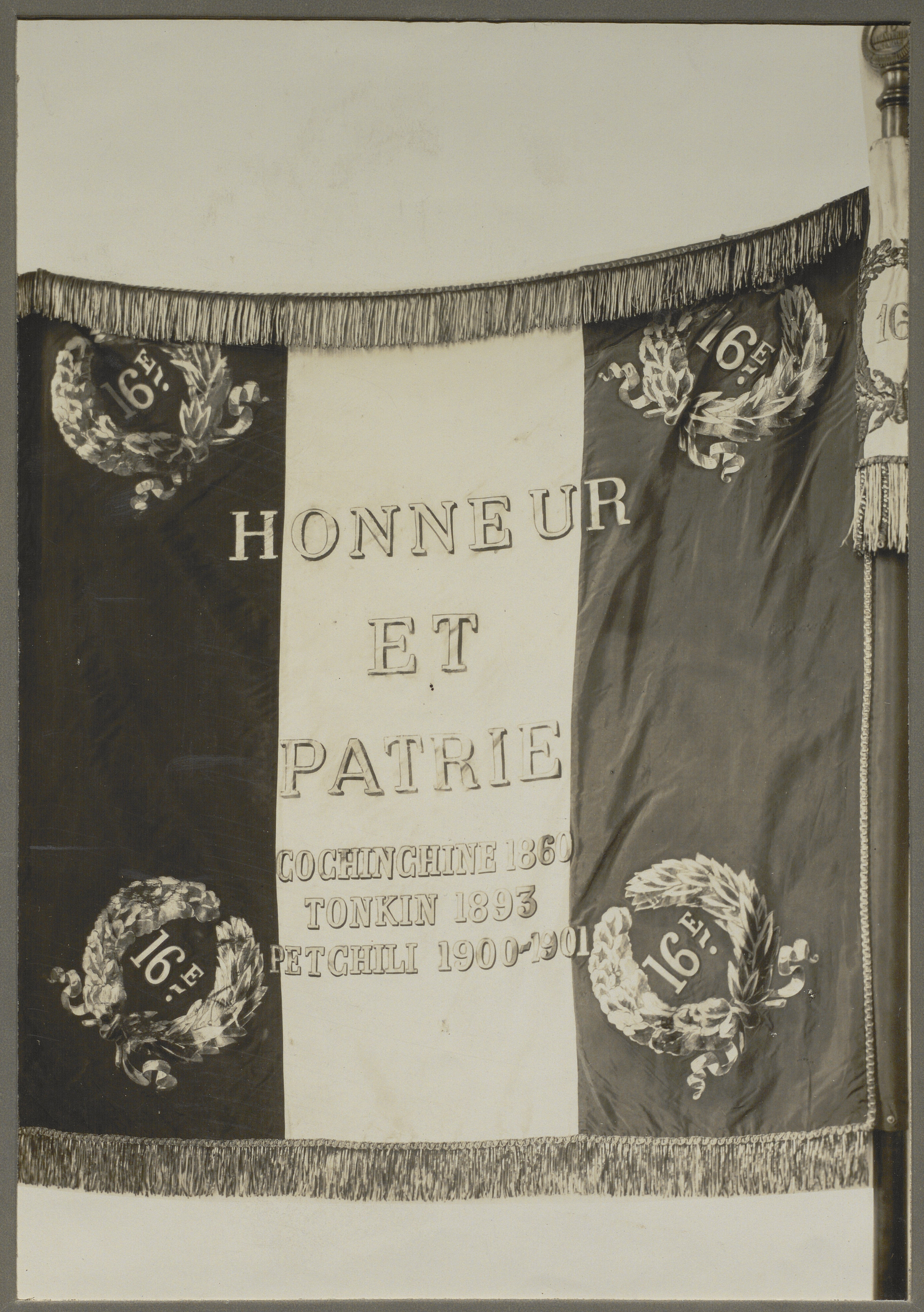
Le drapeau du 16e RIC dans les années 1920.

Il porte les inscriptions :
- Cochinchine 1860
- Tonkin 1883
- Petchili 1900-1901
- AFN 1952-1962

### Fêtes
La fête des troupes de marine
- Elle est célébrée à l'occasion de l'anniversaire des combats de Bazeilles. Ce village qui a été 4 fois repris et abandonné sur ordres, les 31 août et le 1er septembre 1870.

Et au Nom de Dieu, vive la coloniale
- Les Marsouins et les Bigors ont pour saint patron Dieu lui-même. Ce cri de guerre termine les cérémonies intimes qui font partie de la vie des régiments.